# William Hartwell
William Hartwell (1880 – không rõ) là một cầu thủ bóng đá người Anh. Ông thường thi đấu ở vị trí tiền đạo. Ông sinh ra ở Northampton, East Midlands, thi đấu cho Kettering Town, Northampton Town, và Manchester United.